# Rajgir
Rajgir è una città dell'India di 33.691 abitanti, situata nel distretto di Nalanda, nello stato federato del Bihar. In base al numero di abitanti la città rientra nella classe III (da 20.000 a 49.999 persone).

## Geografia fisica
La città è situata a 25° 1' 60 N e 85° 25' 0 E e ha un'altitudine di 72 m s.l.m..

## Storia
Rajagriha era originariamente il villaggio di Girivraja (Pali: Giribbaja). Il re Bimbisara di Magadha la trasformò in un'importante metropoli nel V secolo a.C. e ne fece la sua capitale. Il Buddha Siddharta Gautama, che era in rapporti di amicizia con Bimbisara, vi soggiornò più volte. Il primo concilio buddista si tenne a Rajagriha sotto il figlio e successore di Bimbisara, Ajatasattu. Dopo la morte di Ajatasattu, Pataliputra sostituì Rajagriha come capitale.
La città compare più volte nella letteratura buddista. Il Canone Pali fa riferimento al Monte Avvoltoio come al luogo di meditazione del Buddha storico e al luogo in cui Sariputta, uno dei principali discepoli del Buddha, impartì numerosi insegnamenti. Secondo la tradizione mahayana, Avalokiteshvara, il bodhisattva della compassione universale, rivelò il Sutra del Cuore, letterariamente significativo, sul Monte dell'Avvoltoio.
La città è menzionata anche nelle scritture giainiste e buddiste, che riportano una serie di nomi di luoghi, ma senza un contesto geografico. Il tentativo di localizzare questi luoghi si basa in gran parte su riferimenti ad essi e ad altri luoghi nelle opere dei pellegrini buddisti cinesi, in particolare Faxian e Xuanzang. È sulla base di Xuanzang, in particolare, che il sito viene suddiviso in Vecchio e Nuovo Rajgir. Il primo si trova all'interno di una valle ed è circondato da colline basse, le Rajgir Hills. È definita da un terrapieno, la "Fortificazione Interna", a cui è associata la "Fortificazione Esterna", un complesso di mura ciclopiche che corre (con ampie interruzioni) lungo la cresta delle colline. La Nuova Rajgir è definita da un altro argine, più grande, fuori dall'ingresso settentrionale della valle e accanto alla città moderna.

## Società

### Evoluzione demografica
Al censimento del 2001 la popolazione di Rajgir assommava a 33.691 persone, delle quali 17.836 maschi e 15.855 femmine. I bambini di età inferiore o uguale ai sei anni assommavano a 6.255, dei quali 3.256 maschi e 2.999 femmine. Infine, coloro che erano in grado di saper almeno leggere e scrivere erano 17.478, dei quali 10.968 maschi e 6.510 femmine.